# Joel Jacoby
Franz Karl Joel Jacoby (1811 in Friedeberg/Neumark, poln. Strzelce Krajeńskie – 1863 in Berlin) war zunächst ein liberaler, später konservativer und antirevolutionärer deutscher Journalist, Schriftsteller und Mitarbeiter der preußischen Geheimpolizei und Zensurbehörde.

## Leben

### Liberale Anfänge
Nach wie vor gibt es sehr wenige verlässliche Angaben über die Lebensstationen von Jacoby. Geboren als Sohn jüdischer Eltern, besuchte er, der immer wieder mit seinem nicht verwandten Namensvetter und Generationsgenossen Johann Jacoby verwechselt wird, in Königsberg das Gymnasium und soll von 1830 bis 1833 Philosophie und Philologie in Berlin und Halle studiert haben, obwohl es keine Nachweise dafür gibt, dass er sich immatrikuliert hat. Er wurde bekannt mit Karl Gutzkow, der ihn als „christlichgermanisch“ in Erinnerung behielt und Heinrich Laube, zwei wichtigen Publizisten des Vormärz, und setzte sich für die Emanzipation der Juden und die Anliegen der Liberalen ein. Das wird in den zweibändigen, teils sozial- und regierungskritischen Reportagen Bilder und Zustände aus Berlin deutlich, die 1833 im Verlag von Otto Wigand in Leipzig erschienen. Dort finden sich satirische „Geburtstagsgrüße“ an den preußischen König Friedrich Wilhelm III. (Preußen), in denen es heißt: „Sie werden ihm erzählen von den getäuschten Hoffnungen der Besseren seiner Nation, von der verfehlten welthistorischen Bestimmung Preußens, von den Seufzern, die gehört worden sind auf den Gräbern der im Jahre 1813 für die verheißene Freiheit Gefallenen und von der nichtswürdigen Geistesknechtschaft durch die Censur.“ Alles sei in Preußen „geheim“, so Jacoby, dafür sorgten schon die „Geheimräthe“. Einige Zeitungsleser glaubten mittlerweile sogar, „Berlin liege in Russland“: „Entweder wir haben seit Fünfzehn gar keine Geschichte, oder diese ist für zu nobel gefunden worden, um sie dem Plebs vorzuwerfen und man hat sich damit begnügt, diese Historie nur hohen Personen als ergötzliches Bilderbuch in die allerdurchlauchtigsten Finger zu geben.“ Karl Gutzkow urteilte ironisch, Jacoby habe mit dem Buch „durchaus ein Märtyrer des Liberalismus“ werden wollen.

### Festnahme und Gesinnungswandel
Nach der Veröffentlichung des Buchs wurde Jacoby, der sich damals auch als Theaterkritiker in Leipzig betätigte, auf Ersuchen der preußischen Behörden festgenommen und im November 1834 in der Berliner Stadtvogtei in Untersuchungshaft genommen. Doch schon Ende des Jahres wechselte Jacoby offenbar kurz nach seiner zeitweiligen Inhaftierung das politische Lager, ein so radikaler wie abrupter Gesinnungswandel, der ihn mit dem eine Generation zuvor tätigen, sehr umstrittenen Journalisten Simson Alexander David verband, und arbeitete fortan hauptberuflich als Zuträger und Zensor der Politischen Polizei in Berlin. So soll er täglich für den Geheimen Regierungsrat Erdmann Johann August Hofrichter im preußischen Innenministerium Berichte über die nationale und internationale Presse geschrieben haben. Heinrich Laube gegenüber begründete Jacoby seine Neupositionierung mit den Worten, „er sei nur vom Südpole zum Nordpole gegangen, Pol sei Pol, sein Liberalismus bestehe nach wie vor, er sehe nur anders aus“. Laube zufolge hat Jacoby aufgrund seiner Insider-Kenntnisse "wohltuend" auf bürokratische Abläufe eingewirkt: „Dieser Joel Jacoby aus Königsberg mit schwankendem, wie knochenlos schlotterndem Leibe, mit zigeunerartigem Teint und mohrenkrausem Haar, mit ersichtlicher Feindseligkeit gegen das Waschen und sauber gehaltene Kleidung, hat wirklich eine intime Schriftstellerposition bewahrt in der preußischen Regierung bis in die parlamentarische Zeit hinein, und hat sie nur durch seinen Tod verloren.“
1837 erregte Jacoby mit seinem Buch Klagen eines Juden überregionale Aufmerksamkeit, in dem er auf poetische, aber auch streckenweise larmoyante Weise den Zwiespalt zwischen Judentum und deutschem Nationalismus behandelte. Der Titel ist der am meisten besprochene von Jacoby in der zeitgenössischen Publizistik. Biograf Adolph Kohut schrieb über das Werk 1901: „Der Dichter hat in seine 'Klagen eines Juden' viel Unwahres, viel phantastische Empfindeleien und manch' erheuchelten Schmerz hineingelegt und er wurde deshalb vielfach und zwar von seinen eigenen Glaubensgenossen, wie z. B. Ludwig Philippson, heftig befehdet, aber manche seiner Elegien sind dennoch warm empfunden und schön geformt (...).“

### Religionswechsel
Am 20. August 1839 konvertierte Jacoby zum katholischen Glauben und nannte sich nach Karl Gutzkows Angaben fortan Maria Joseph Jacoby, was er publizistisch mehrfach öffentlich und propagandistisch thematisierte. Das wird als Indiz dafür gewertet, dass er, aus welchen Gründen auch immer, politisch inzwischen „restaurativ“ dachte und dem Klerikalismus und Rabbinismus näher stand als dem Protestantismus und dem Reformjudentum. Das sicherte ihm 1840 die herbe Kritik von Friedrich Engels, der ihn als „Halbwahnsinnigen“ und „geborenen Denunzianten“ bezeichnete und über ihn schrieb, die „rote Mütze und der Purpur Davids, der Frack eines anstellungshungrigen Candidaten und das Bußhemd des Katechumenen“ stünden ihm gleich gut. „Die Sprachverwirrung Franz Karl Joel Jacobys ist seiner Gedankenverwirrung angemessen“, urteilte Engels und ergänzte: „In Joel Jacoby sehen wir das schauderhafte Extrem, wohin endlich alle die Herren Ritter vom Unverstande getrieben werden.“
Vor direkten und indirekten Drohungen gegenüber liberalen Personen schreckte Jacoby offenkundig nicht zurück. So schrieb er an seinen Bekannten Karl Gutzkow, als dieser sich kurz nach seiner Hochzeit in Berlin niederlassen wollte: „Sie scheinen uns ganz zu vergessen, ei, ei! Man schweigt, weil man sie in Liebe weiß. Verliebte sind nicht staatsgefährlich. Aber übertreiben Sie ihre Sorglosigkeit nicht, denn das System ist unverändert dasselbe, und man will unerbittlich aufräumen mit der liberalen Koterie. So lange der König lebt, ist an keine Änderung zu denken, und der König befindet sich wohl.“

### Kritik und Ernennung zum Kanzleirat
Jacoby schreibe „beinahe täglich“ in der Leipziger Allgemeinen Zeitung, heißt es 1844 in den Grenzboten, „meist aber nur lüderlich zusammengewürfeltes Abgängsel von dem Stoffe, den er für die Bremer und Allg. Deutsche Ztg. zusammenbäckt. Früher schrieb er unter einem falschen Namen an die Redaction; erst seit kurzer Zeit weiß sie, mit wem sie es zu thun hat.“ Und der anonyme Rezensent fährt fort: „Es klingt gar zu häßlich, wenn Joel Jacoby in der Brockhaus'schen Zeitung sich rühmt, der Revolution in den Abgrund geblickt zu haben, und gleich darauf selbstverhöhnend ruft, wie Deutschland auflachen würde, wenn man i h n einen Revolutionär nennte!“
Der linke Publizist Ernst Dronke, ein Weggefährte von Karl Marx, behauptet in seinem Berlin-Buch von 1846, Jacoby sei im preußischen Innenministerium unter der Leitung von Gustav von Rochow ein „berüchtigter Anstreicher von besonders wichtigen Zeitungsartikeln und vermutlich noch etwas Schlimmeres“ gewesen. Seine Artikel hätten „längere Zeit ein gewisses Aufsehen“ erregt: „Später hörte die Agitation auf, entweder weil er sich ungeschickt benommen oder weil man einsah, dass eine solche Besoldung doch im Grunde zu keinem Resultat führt.“
Karl August Varnhagen von Ense urteilt in einem Tagebuch-Eintrag vom 10. Januar 1852 ähnlich: „Der Erzschuft Joel Jacoby, einst als Verfasser der ‚Klagen eines Juden‘ von Hitzig gefeiert und empfohlen, dann lange als Polizeikundschafter angestellt, darauf lange verschollen, ist wieder in Thätigkeit bei der Hinckeldey'schen Polizei, und hilft die Litteratur überwachen.“ Nach einer Meldung der Neuen Preußischen Zeitung wurde Jacoby im April 1853 zum „Kanzleirath“ befördert, was von Zeitgenossen als Indiz gewertet wurde, „dass dieser in der vormärzlichen Zeit mehrfach bekannt gewordene Literat bei dem Druckschriftenbureau des Berliner Polizeipräsidiums angestellt“ sei.
Schon der anonyme Rezensent der Zeitschrift für Theologie im Jahr 1841 bedauerte, dass über das Leben von Jacoby nichts Näheres bekannt war und schrieb: „Das aber ist eben das Eigenthümliche und auch das Ausgezeichnete an Joel Jacoby, dass das in hundert Andern getrennt Erscheinende bei ihm sich verbindet. Das Eigenthümliche dieser Verbindung scheint uns, ohne übrigens vorgreifen zu wollen, das Eigenthümliche des Lebens zu sein, dessen Darstellung wir noch entgegensehen.“ Als Kennzeichen der Werke von Jacoby machte der konservative zeitgenössische Kritiker, der sich mit den Klagen eines Juden und weiteren antirevolutionären Titeln des Autors beschäftigte, Trostlosigkeit, Melancholie und Resignation aus: „Darum ist Joel Jacoby der Jeremias der Gegenwart, und darum sind seine Klagen so wahr, so tief, so nothwendig, darum sind sie, wie die des Jeremias, Thränen.“
An der Freien Universität Berlin läuft noch bis Oktober 2022 ein Forschungsprojekt zum Leben und Wirken von Jacoby.

## Literarische Rezeption
Karl Gutzkow nahm Jacoby nach Angaben von Johannes Proelss zum Vorbild für die Figur des Geheimagenten Magnus in seinem Roman Seraphine. Der Schriftsteller Wilhelm Raabe soll in seinem Roman Der Hungerpastor die Figur des Moses Freudenstein nach dem Vorbild von Joel Jacoby gestaltet haben.